# NYJTL Bronx Open 2019
Il NYJTL Bronx Open 2019 è stato un torneo femminile di tennis giocato sul cemento. È stata la prima edizione del torneo che fa parte della categoria International nell'ambito del WTA Tour 2019. Si è giocato al Cary Leeds Center di New York, negli Stati Uniti, dal 18 al 24 agosto 2019.

## Partecipanti

### Teste di serie
| Nazionalità | Giocatrice            | Ranking* | Testa di serie |
| ----------- | --------------------- | -------- | -------------- |
| Cina        | Wang Qiang            | 17       | 1              |
| Spagna      | Carla Suárez Navarro  | 29       | 2              |
| Rep. Ceca   | Barbora Strýcová      | 31       | 3              |
| Cina        | Zhang Shuai           | 34       | 4              |
| Rep. Ceca   | Kateřina Siniaková    | 38       | 5              |
| Cina        | Zheng Saisai          | 39       | 6              |
| Kazakistan  | Yulia Putintseva      | 42       | 7              |
| Australia   | Ajla Tomljanović      | 46       | 8              |
| Bielorussia | Aliaksandra Sasnovich | 47       | 9              |
| Rep. Ceca   | Karolína Muchová      | 48       | 10             |

* Ranking al 12 agosto 2019.

### Altre partecipanti
Le seguenti giocatrici hanno ricevuto una wild card per il tabellone principale:
- Kristie Ahn
- Bernarda Pera
- Coco Vandeweghe

Le seguenti giocatrici sono passate dalle qualificazioni:

- Fiona Ferro
- Kaia Kanepi
- Magda Linette
- Anastasia Potapova
- Jil Teichmann
- Zhu Lin

Le seguenti giocatrici sono entrate in tabellone come lucky loser:
- Anna Blinkova
- Viktorija Golubic
- Laura Siegemund

### Ritiri
Prima del torneo
- Danielle Collins → sostituita da  Veronika Kudermetova
- Anna-Lena Friedsam → sostituita da  Wang Yafan
- Johanna Konta → sostituita da  Karolína Muchová
- Anett Kontaveit → sostituita da  Margarita Gasparyan
- Maria Sakkarī → sostituita da  Kateryna Kozlova
- Carla Suárez Navarro → sostituita da  Laura Siegemund
- Ajla Tomljanović → sostituita da  Viktorija Golubic
- Dayana Yastremska → sostituita da  Alison Van Uytvanck
- Zheng Saisai → sostituita da  Anna Blinkova

Durante il torneo
- Anastasia Potapova
- Zhu Lin

## Punti e montepremi
| Torneo    | Torneo              | V      | F      | SF     | QF    | 2T    | 1T    | Q  | Q3  | Q2  | Q1  |
| Singolare | Punti               | 280    | 180    | 110    | 60    | 30    | 1     | 18 | 14  | 10  | 1   |
| Singolare | Premi in denaro ($) | 43.000 | 21.400 | 11.300 | 5.900 | 3.310 | 1.925 | –  | 810 | 590 | 430 |
| Doppio    | Punti               | 280    | 180    | 110    | 60    | –     | 1     | –  | –   | –   | –   |
| Doppio    | Premi in denaro ($) | 12.300 | 6.400  | 3.435  | 1.820 | –     | 960   | –  | –   | –   | –   |

## Campionesse

### Singolare
Magda Linette ha sconfitto in finale  Camila Giorgi con il punteggio di 5-7, 7-5, 6-4.
- È il secondo titolo in carriera per Linette, il primo della stagione.

### Doppio
Darija Jurak /  María José Martínez Sánchez hanno sconfitto in finale  Margarita Gasparyan /  Monica Niculescu con il punteggio di 7-5, 2-6, [10-7].